# Дайамонд (Орегон)
Дайамонд (англ. Diamond) — невключённая территория, расположенная в округе Харни штата Орегон, США. Расположен к западу от автодороги Oregon Route 205 и к югу от озера Малур, в 84 км от Бернса. Почтовый индекс поселения — 97722.

## История
Территория Дайамонда была заселена в 1874-1875 годах и получила своё название по форме тавро, использовавшемся местными скотоводами на ранчо Дайамонд. Ранчо Дайамонд, основанное пионером-поселенцем Мейсом Мак-Коем, дало название местным вуланическим полям и почтовому отделению. Почтовое отделение появилось Дайамонде в 1887 году.
Считается, что название поселения по ранчо было дано другой первой поселенкой Минервой Дж. (Долли) Кайгер в 1874 году. Она также дала названия реке Кайгер-Крик, а также местным ручьям Кукамонга-Крик и Мак-Кой-Крик.

## География
Дайамонд располагается вдоль течения Суамп-Крик в начале долины Дайамонд к северо-западу от гор Стинс в юго-восточном Орегоне. Суамп-Крик впадает в болотный лес Дайамонд ниже по долине. Территория Дайамонда входит в Национальный природный резерват Малур. Улица Дайамонд-лейн соединяет поселение с автодорогой 205 между Френчглен на юге и с Бернсом на севере.
В 10 км на северо-запад от Дайамонда по соседству с лесами Дайамонд находятся вуланические поля Дайамонд-Крейтерс. Поля занимают площадь в 60 км² и характеризуются разнообразными базальтовыми выходами. Являются охраняемой природной территорией под эгидой Бюро по управлению земельными ресурсами Министерства внутренних дел США.

## Климат
Этот климатический регион характеризуется тёплым (но не жарким) и сухим летом со среднесезонной температурой не выше 20,1 °C. Согласно системе классификации климата Кёппена, в Кенте семиаридный климат (BSk).